# Mark Macken
Mark Macken, né le 19 septembre 1913 à Diest et mort le 21 octobre 1977 à Anvers, est un sculpteur belge.

## Biographie
Mark Macken était élève à l'Academie voor Schone Kunsten à Anvers, où il a enseigné plus tard. Il a également étudié au Hoger Instituut voor Schone Kunsten à Anvers, et en devient plus tard son directeur.[pas clair]

## Œuvres
- Opschik, 1952.
- Isidore Opsomer, médaillon sur la Grand-Place de Lierre, 1958.
- Solidaridad, 1973.

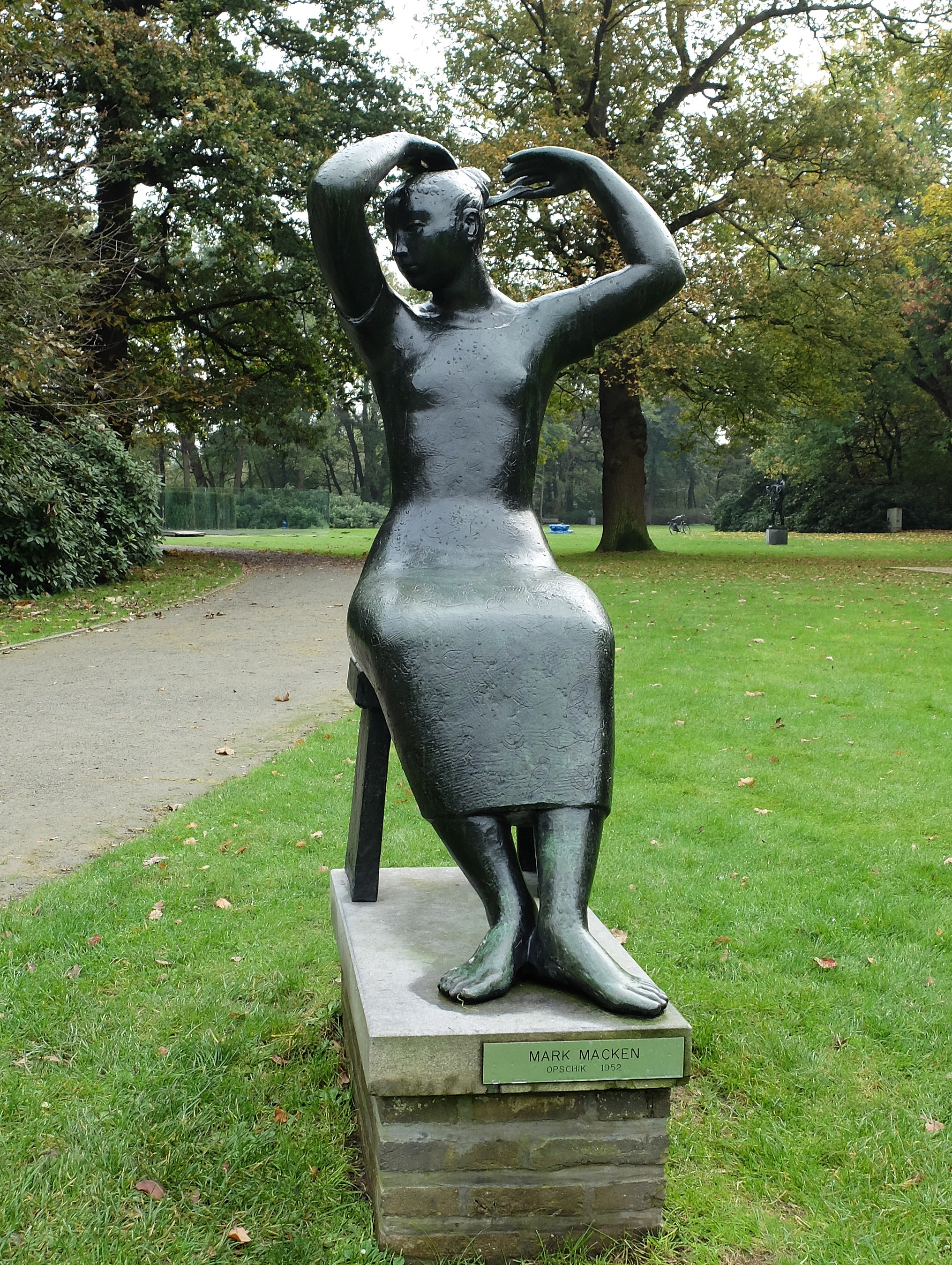
Opschik, 1952
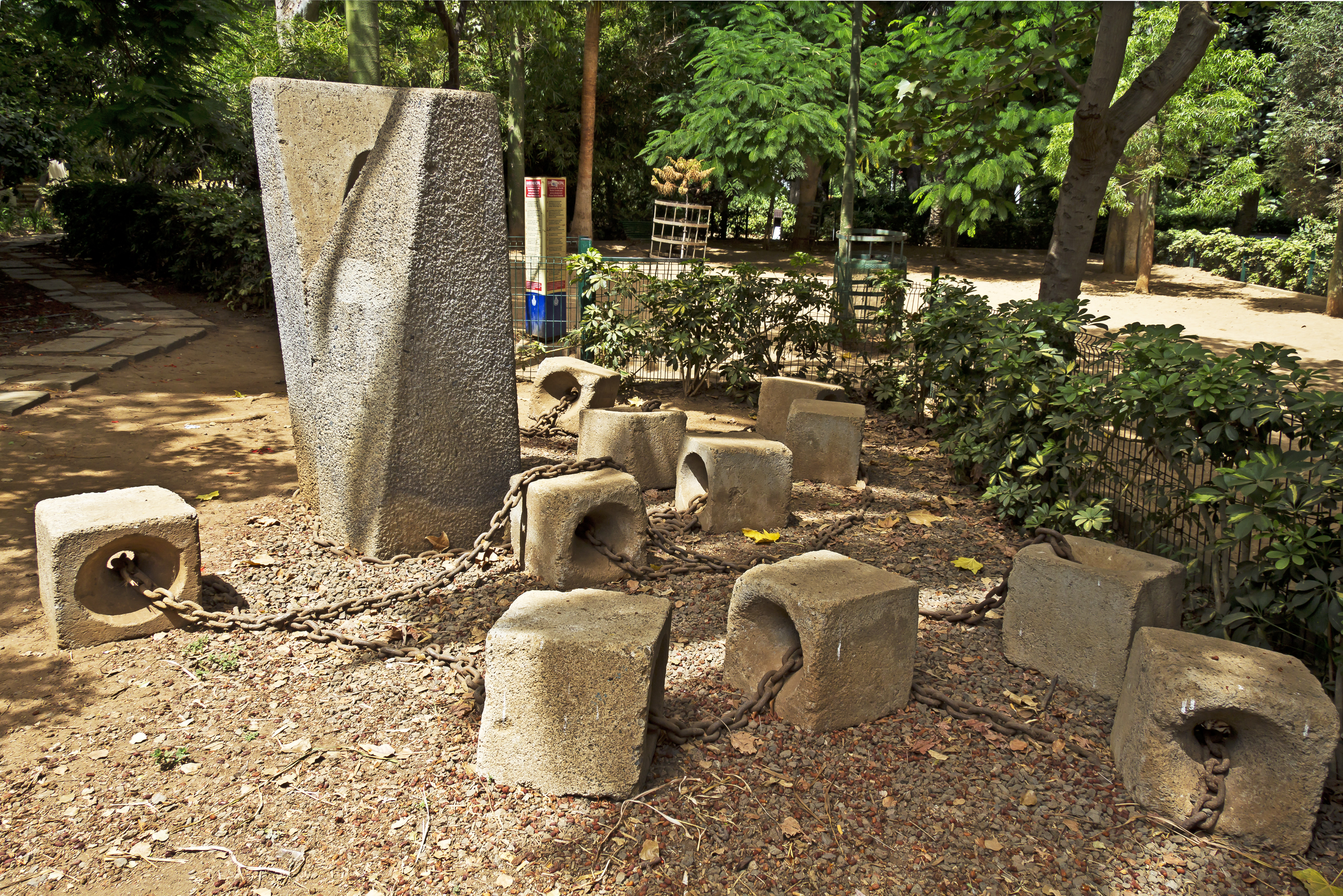
Solidaridad, 1973